# Pholidoteuthis adami
Pholidoteuthis adami G. L. Voss, 1956 è una specie di molluschi cefalopodi appartenenti all'ordine Oegopsida, uno dei due assegnati al genere Pholidoteuthis Adam, 1950 e del quale il nome scientifico è un omaggio al malacologo belga William Adam.

## Distribuzione
le varie spedizioni naturalistiche hanno catturato esemplari prevalentemente in acque tropicali e subtropicali nell'Oceano Atlantico, sul lato occidentale al largo degli Stati Uniti d'America e Messico (golfo del Messico) fino a Suriname e Brasile, e su quello orientale nel golfo di Guinea, al largo di Ghana e Nigeria, ma anche negli oceani Indiano, al largo della costa somala, e Pacifico (Micronesia).

## Descrizione
Lo stesso Voss descrive gli esemplari rinvenuti durante le spedizioni nel golfo del Messico di dimensioni da grandi a gigantesche, corredando la relazione di disegni di un esemplare femmina. Il mantello. allungato e grossolanamente cilindrico, presenta al vertice della parte posteriore le due pinne che formano una frangia marginale sul suo bordo posteriore. Tipico l'aspetto della pelle dello stesso, caratteristica comune all'altra specie conosciuta, Pholidoteuthis massyae, che presenta cuscinetti dermici, simili alle scaglie dei pesci ossei.
Altro aspetto tipico della specie, che accomuna tutti i Decapodiformes, sono le otto braccia e i due tentacoli che in questa presentano ventose disposte in 4 file lungo tutto lo stelo.